# 洛拉小报春
洛拉小报春（学名：Primula rhodochroa var. geraldinae）为报春花科报春花属下的一个变种。

## 扩展阅读
- 維基物種上的相關：洛拉小报春